# Barrio Tercero, Veracruz
Barrio Tercero är en ort i Mexiko.   Den ligger i kommunen Mixtla de Altamirano och delstaten Veracruz, i den sydöstra delen av landet, 240 km öster om huvudstaden Mexico City. Barrio Tercero ligger 1 937 meter över havet och antalet invånare är 523.
Terrängen runt Barrio Tercero är bergig åt nordost, men åt sydväst är den kuperad. Runt Barrio Tercero är det ganska tätbefolkat, med 199 invånare per kvadratkilometer. Närmaste större samhälle är Zongolica, 8,8 km norr om Barrio Tercero. I omgivningarna runt Barrio Tercero växer huvudsakligen savannskog.